# Las bañistas (Renoir)
Las bañistas (en francés: Les Baigneuses) es un cuadro del pintor francés Pierre-Auguste Renoir, realizado en 1918-1919 y conservado en el museo de Orsay de París.

## Descripción
El lienzo definitivo fue completado en 1919, en el mismo año en que murió Renoir, y en la práctica constituye una especie de testamento espiritual. De hecho, son retomados y llevados al máximo grado de refinamiento todos los elementos característicos de su pintura: el amor por el plein air (aire libre) y por la pintura tizianesca y rubensiana, el gusto por los desnudos femeninos, y esa sensación abrumadora de joie de vivre (alegría de vivir) que había impregnado su producción pictórica, tanto durante sus experimentaciones impresionistas como en el transcurso del período ingresco. El mismo Jean Renoir, hijo del célebre pintor, era consciente de la relevancia de esa pintura, a tal punto que la consideraba un monumental «objetivo» y «un buen trampolín para las investigaciones futuras».
La obra aborda uno de los pilares del arte occidental del pasado y del presente: el desnudo femenino, que Renoir pudo admirar durante sus repetidas sesiones de estudio en el Museo de Louvre, reflexionando sobre las obras maestras de Tiziano y de Rubens. La obra, de hecho, representa a dos bañistas, con un cuerpo florido y vital, que disfrutan plenamente de su propio físico desbordante. Descrito con un estilo que ya ha superado en gran medida la fase más esquemática e ingresca de los años 1880: «Amo la pintura gorda, lisa, untuosa, amo palpar un cuadro, pasar una mano sobre ella» escribió él mismo sintetizando en una sola frase su concepción artística. Las dos bañistas, de hecho, están delineadas por pinceladas móviles, fervientes, gruesas, que confieren a la materia pictórica una nueva frescura. El entusiasmo de la pintura también viene reforzado por la ausencia de una preparación del dibujo y por la adopción de masas densas y fluidas: «quien ha podido observarlo mientras pinta afirma haber visto a las formas tomar vida directamente del lienzo [...]: Renoir dispone los colores a través de un frottage rápido, un borrador ondulatorio, en nubes hinchadas de un magma vivo incluso antes de que se definan los colores de la imagen» (Benedetti). Igualmente audaz es la paleta, arpegiada en colores puros, con tonos deslumbrantes - blanco, negro, amarillo, rojo, esmeralda y azul cobalto - que se distribuyen sobre la superficie pictórica para crear contrastes atrevidos y electrizantes.
Las dos bañistas, además, están totalmente inmersas en la naturaleza circundante: Renoir, de esta manera, tiene la intención de comunicar sin mediaciones el placer de la vida y de la pintura, entonando un último y alegre himno a las bellezas terrenales incluso a pesar de la artritis deformante que lo afligió durante su vejez. Posó para la obra la modelo Catherine Hessling quien después se uniera en matrimonio con Jean Renoir, hijo del pintor. Las sesiones de posado tuvieron lugar en el gran jardín plantado con olivos, el hogar de Cagnes-sur-Mer en la cual residió el pintor durante los años de su vejez: el fondo, en efecto, restaura con palpitante frescura la colorida exuberancia de la naturaleza mediterránea.